# OECD多国籍企業行動指針
OECD多国籍企業行動指針（ - たこくせききぎょうこうどうししん、The OECD Guidelines for Multinational Enterprises）は、経済協力開発機構（OECD）加盟国及びこれを支持する諸国において事業を行う多国籍企業、あるいはOECD加盟国及び指針を支持する諸国出身の多国籍企業に対する政府の勧告である。
OECDが発行した多国籍企業行動指針には法的拘束力は無く企業の社会的責任を求める指針であり、OECD加盟国内外の諸国において任意で遵守されている。
OECD多国籍企業ガイドラインともいう。

## 概要
OECD加盟国間の直接投資を容易にするために1976年に採択した政治的コミットメントである国際投資と多国籍企業に関する宣言は4つの文書で構成される。その1つが多国籍企業行動指針であり、世界経済の発展状況や企業行動の変化に伴い、1984年、1991年、2000年に改訂されている。
グローバル化の進行に伴い、NGO、OECD非加盟国とも協議を実施した2000年の改訂は大幅に行われた。持続可能な開発を目指した経済面、社会面、環境面の国際的に認められている基準すべてが包括され、国際的な企業の社会的責任が求められることになる。改訂では、汚職行為の防止及びステークホルダーに関する章が新たに設けられた。これには、OECDコーポレート・ガバナンスが反映されており、企業の社会面及び環境面での説明責任として情報公開による透明性が求められる。また、OECD多国籍企業行動指針を採択した各国には、相談窓口となるナショナル・コンタクト・ポイント（NCP:National Contact Points）が設けられており、主に政府機関で構成される国が多いため法的責任の整合性も図られる仕組みになる。このNCPについても役割を遂行するため強化された。

## 指針
ガイドラインは

- 多国籍企業にとり国際的に承認された行動規範である。
- 人権、情報開示、雇用・労使関係、環境、汚職防止、消費者保護、科学技術、競争、課税という企業倫理の様々な問題に関する原則ないし勧告である。
- 企業への拘束力はない。しかし、政府はその遵守と効果的な実施の促進にコミットしている。
- 多国籍企業と国内企業の間に待遇の相違をもたらすものではなく、あらゆる企業にとってのグッド・プラクティスを反映している。
- 企業、労働団体、政府、社会全体の間に誤解防止と信頼および予見可能性をもたらすものである。
- OECD加盟国政府ばかりでなく、幾つかの非加盟国政府にも承認されている。
- 企業団体や労働団体ばかりでなく、幾つかのNGOにも支持されている。
- 関係者がガイドラインの勧告を遵守していないように思われる企業をNCPに通報できるようにすること――「特定の事例」と呼ばれる――によって強化されている。

| 序文               | 序文はガイドラインをグローバル化する世界の中に位置付けている。ガイドラインを遵守する各国政府の共通の目標は、多国籍企業が経済、環境、社会の進展に対してなし得る積極的貢献を奨励すること、及び多国籍企業の様々な事業によって生じる可能性のある困難を最小限にとどめることにある。 |
| I．定義と原則      | 自主的な性格、グローバルな適用、あらゆる企業にとってのグッド・プラクティスを反映していることなど、ガイドラインの基盤となる諸原則を規定している。 |
| II．一般的方針     | 人権、持続可能な開発、サプライチェーン責任、現地の能力構築など、最初の具体的勧告を盛り込んでおり、より一般的には企業が事業活動を行う国で確立されている方針を十分に考慮するよう求めている。                                                                                     |
| III．情報開示      | 業績と所有権など企業に関するあらゆる重要事項について情報を開示するよう勧告するとともに、社会、環境、リスクに関する報告など、報告基準がまだしっかりと確立されていない分野における情報開示を奨励している。                                                                       |
| IV．雇用・労使関係 | 児童労働・強制労働、無差別、従業員代表との誠実かつ建設的交渉の権利等、この分野における企業行動の主要な側面について規定している。 |
| V．環境            | 企業が健康や安全性への影響など環境保護を強化するよう奨励している。本章には、環境管理システムや環境に重大な損害を与える恐れのある場合には予防措置をとるべきことなどに関する勧告が含まれている。                                                                                 |
| VI．贈賄防止       | 公務員と民間人による汚職の双方をカバーし、また、収賄、贈賄の両方を取り上げている。 |
| VII．消費者利益    | 企業が消費者との取引に際して公正な事業・マーケティング・宣伝慣行に従って行動し、消費者のプライバシーを尊重し、提供するモノやサービスの安全性と品質を確保するためにあらゆる妥当な措置を講じるよう勧告している。                                                                 |
| VIII．科学技術     | 多国籍企業が事業を行う国々で研究開発活動の成果を普及させることを促進し、それによって受入国の技術革新能力に貢献することを目指している。 |
| IX．競争           | オープンで競争的な事業環境の重要性を強調している。 |
| X．課税            | 企業に対し、税法の規定と精神を尊重し、税務当局と協力するよう求めている。 |

©OECD. Reproduced by permission of the OECD

## 運用体制
多国籍企業行動指針に関する理事会において、指針を推進するために重要な役割を持つナショナル・コンタクト・ポイント（NCP）、国際投資・多国籍企業委員会（CIME）、労働諮問委員会（TUAC）、産業諮問委員会（BIAC）の役割が明確化及び強化されており、多国籍企業行動指針の周知を行うことで企業行動の規範としての役割を担う。

ナショナル・コンタクト・ポイント（NCP）
指針を採択した各国に設けられた連絡窓口とした担当政府機関である。NCPは、指針の推進、問題の解決にあたるよう定められている。違反の紛争については、多国籍企業及び国内企業連合、労働組合及びその他の従業員団体、NGO、との協議を行い調整が取られる。解決に至らない場合にはCIMEへ報告が成される。また、他国のNCPと連携を図ることとされ、TUAC及びBIACとも連携を取ることになる。各国のNCPは毎年度の活動報告をCIMEに行い、国際的な情勢が把握される。
日本のNCPは、外務省、経済産業省、厚生労働省から構成され、日本労働組合総連合会や日本経済団体連合会を初め関係者との円滑な意思疎通を図れるよう実施体制を整備し、運用されている。指針に基づく取組により解決困難な問題は国会まで取り上げられる。
国際投資・多国籍企業委員会（CIME）
企業への最終的な指針説明についての責任を負うOECD内の委員会である。NCPからの最終的な要請を受付る前に可能な限り各国間におけるNCPの調整、OECD傘下の非政府機関である加盟国の労働組合からなる労働諮問委員会（TUAC）及び民間経済団体からなる産業諮問委員会（BIAC）との調整、NGOの調整が図られる。解決に至らない場合は、OECDの理事会で審議に至ることも有り国際問題として取扱われることも有る。また、CIMEへの要請は諮問委員会から成されることもある。日本からは、日本労働組合総連合会がTUACに、日本経済団体連合会がBIACにそれぞれ参加している。